# Stazione di Okroglica
La stazione di Okroglica è una fermata ferroviaria delle linee Gorizia-Aidussina e Jesenice-Trieste; serve il centro abitato di Dombrava, insediamento del comune di Ranziano-Voghersca, anche se la stazione prende il nome dal villaggio di Okroglica, situato nel comune di Nova Gorica.

## Storia
La stazione di Okroglica venne costruita una prima volta dall'esercito imperiale austriaco per le operazioni del vicino fronte allo scoppio della prima guerra mondiale sul fronte italo-austriaco. Dopo il Trattato di Saint-Germain e l'attribuzione dell'intera Venezia Giulia al Regno d'Italia, la stazione venne smantellata assieme alle altre opere militari austriache.
Nel 1953 la stazione venne ricostruita in occasione di un raduno di 300 000 ex partigiani jugoslavi nella vicina Okroglica. Tale raduno avvenne al culmine delle tensioni tra Italia e Jugoslavia riguardo alla soluzione della questione triestina.
Dal 1991 appartiene alla rete slovena (Slovenske železnice).